# كورتي دي بيلياس
بلدية كورتي دي بيلياس (بالإسبانية: Corte de Peleas)‏, هي إحدى بلديات مقاطعة بطليوس, التي تقع في منطقة إكستريمادورا, والتي تقع في غرب إسبانيا.
يبلغ عدد سكانها 1.297 نسمة وفقاً لإحصائية سنة (2002).